# Picrophylla rubea
Picrophylla rubea är en fjärilsart som beskrevs av Turner 1947. Picrophylla rubea ingår i släktet Picrophylla och familjen mätare. Inga underarter finns listade i Catalogue of Life.